# Freirina
Freirina este un târg și comună din provincia Huasco, regiunea Atacama, Chile, cu o populație de 6.038 locuitori (2012) și o suprafață de 3577,7 km2.